# Класична свињска куга
Класична куга свиња је инфективна болест свиња која често доводи до тешке акутне болести са високим морбидитетом  и великим морталитетом.
Узрочник припада групи РНК вируса. У природним условима животиња се зарази кроз пробавни тракт, а извори заразе су: животиње у инкубацији, болесне животиње, лешеви животиња угинулих од свињске куге, отпаци те предмети контаминирани узрочником.

## Облици болести
Перакутни облик - је веома редак; јављају се дискретне промјене: црвенило слузница и на њима ситна крварења.
Акутни облик - крварења на кожи, затим јака крварења на гркљану, душнику и у паренхиму плућа. Крупозна пнеумонија хеморагичног карактера. Карактеристично за свињску кугу је гнојни конјуктивитис, тј. очни капци су слепљени због сушења исцетка.
Хронични облик - животиња је мршава, анемична. Карактеристично за хронични облик је налаз бутона у дебелом цреву.
Код свињске куге јавља се још и повишена температура, брзо и отежано дисање. Животиња се тешко креће, углавном лежи.

## Терапија
Лечења нема, може се користити хиперимуни серум против свињске куге и симптоматска терапија. Врло је битна профилакса са вакцином против свињске куге.

## Заштита
Сврстава се у категорију Нарочито опасних заразних болести, првенствено због тога што се лако шири кроз пријемчиву популацију свиња и не познаје границе, физичке или административне.
Вирус ККС није патоген за човека ни за друге животињске врсте. За свиње је веома патоген. Неке форме вируса доводе до лакшег облика болести али се преносе и на потомство па се прасад рађају слаба и невитална или долази до побачаја. Заражене свиње су често извор заразе јер се болест не препозна лако. Слично је и код животиња које носе вирус без очигледних симптома болести, посебно код товљеника.
У земљама у којима постоје извори вируса ККС и прети стална опасност од појаве ове инфективне болести примењује се вакцинација и стриктно спровођење ветеринарских хигијенско-санитарних мера.
У земљама ЕУ, осим Румунији и Буграској, ККС је искорењена али прописи предвиђају могућност примене хитне вакцинације у случају појаве болести а ради спречавање епизоотије. У неким државама (Мађарска, Словачка, Немачка, Италија) постоји извор вируса у популацији дивљих свиња па ове државе повремено пријављују жаришта код дивљих свиња. 